# ブダペスト地下鉄

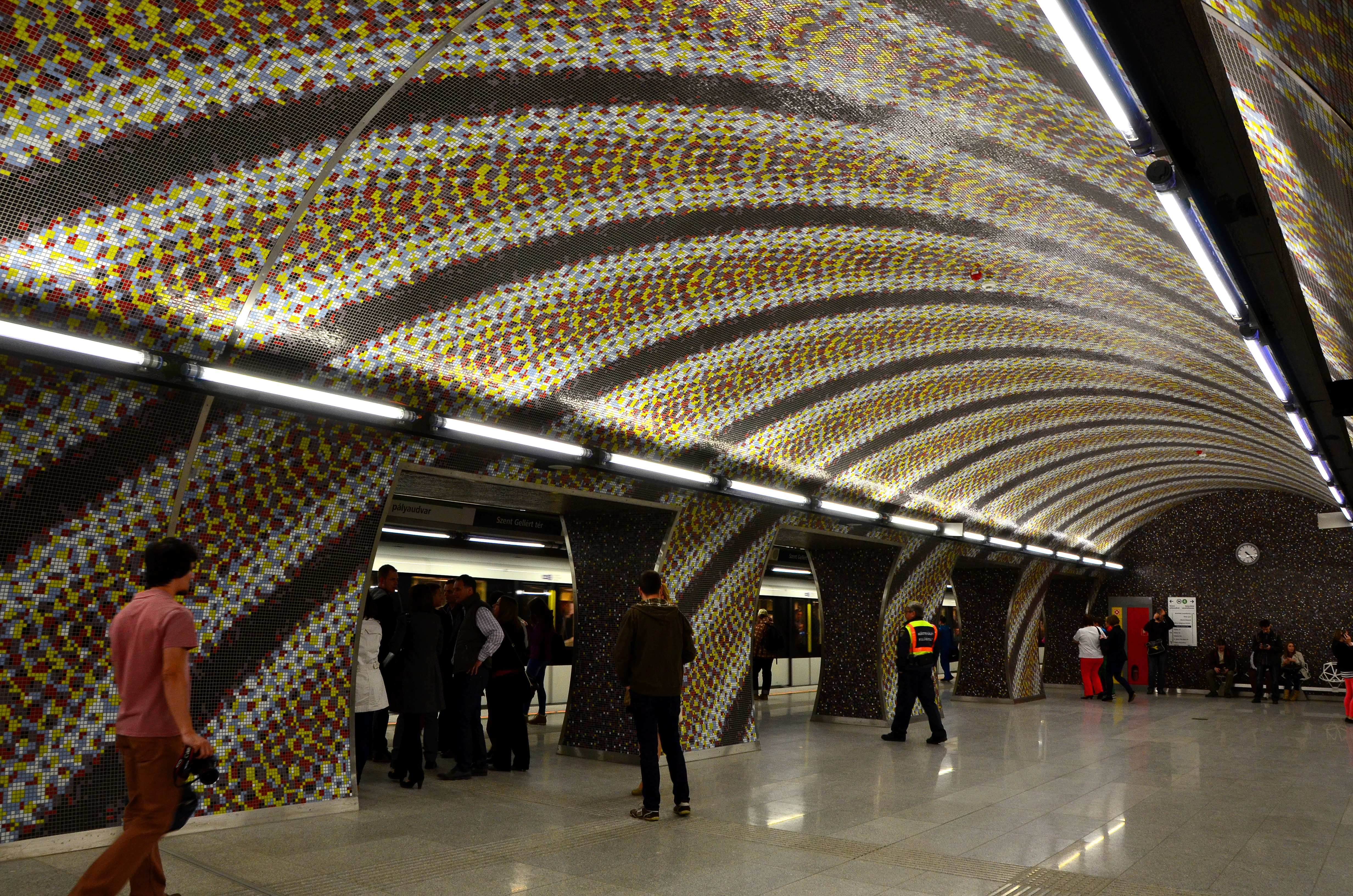
Szent Gellért tér駅

ブダペスト地下鉄（ブダペストちかてつ、ハンガリー語: Budapesti metró）は、ハンガリーの首都ブダペストの地下鉄であり、BKV（ブダペスト交通公社）により運営されている。4本の路線があり、それぞれ路線番号およびラインカラーで区別されている。2014年に4号線が開通し、5号線の計画も具体化されている。
1896年に開業した1号線は、世界でロンドン、イスタンブールに次いで3番目、ユーラシア大陸では2番目に営業を開始した地下鉄であり、電気運転の地下鉄としては世界初の地下鉄である。地下鉄として唯一世界遺産に登録されている。なお、世界で2番目、ユーラシア大陸初の地下鉄はイスタンブールで1875年に開業したテュネルであるが、これは地下ケーブルカーという特殊な方式をとっており、また走行距離も短いため、ブダペスト地下鉄1号線がユーラシア大陸初の地下鉄であると紹介されることも多い。

## 歴史

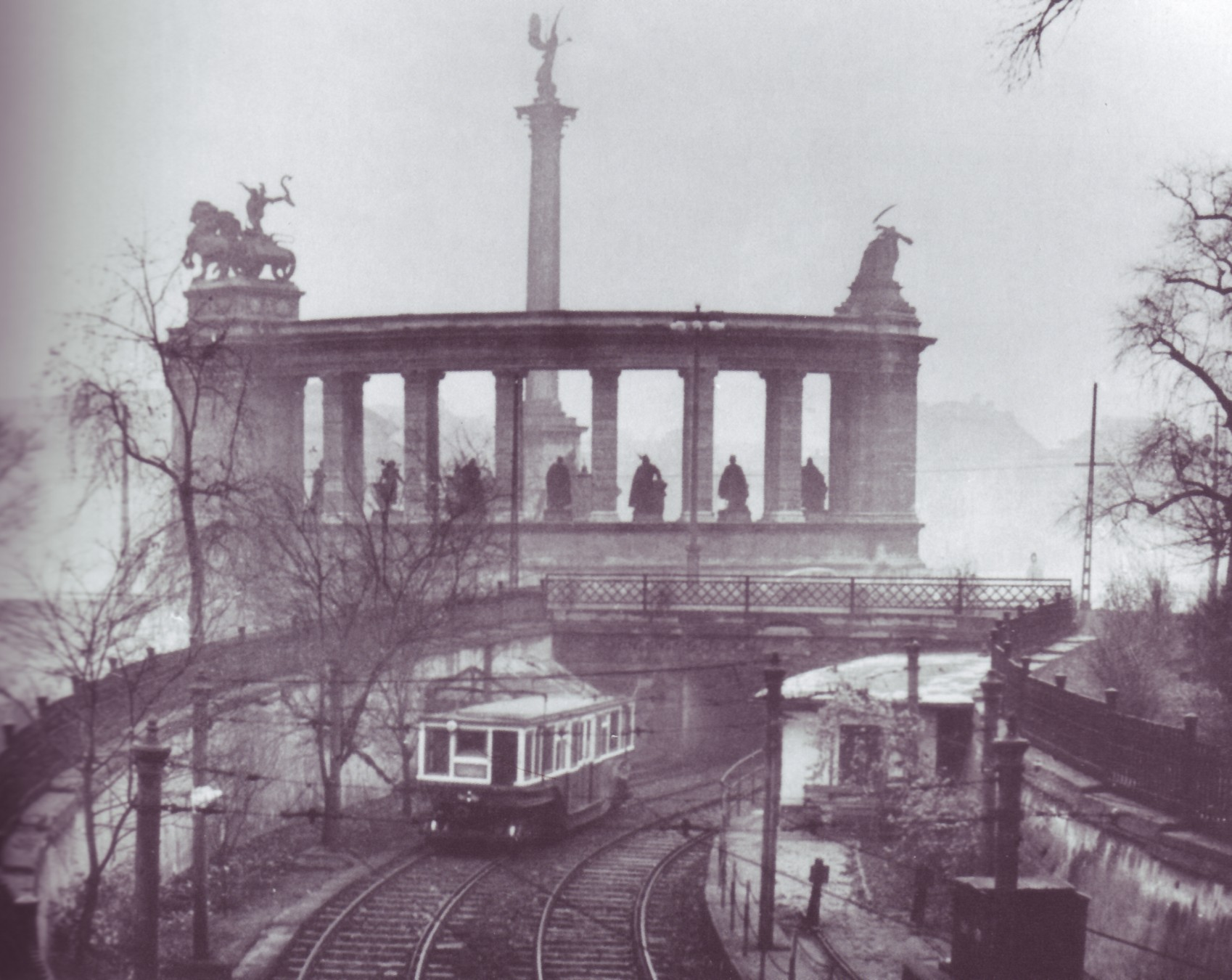
英雄広場の地下鉄1号線

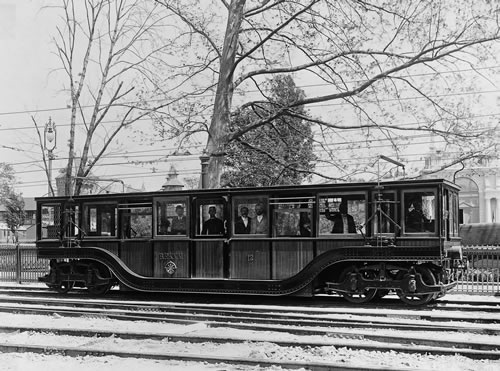
開業当時の車両（1896年撮影）

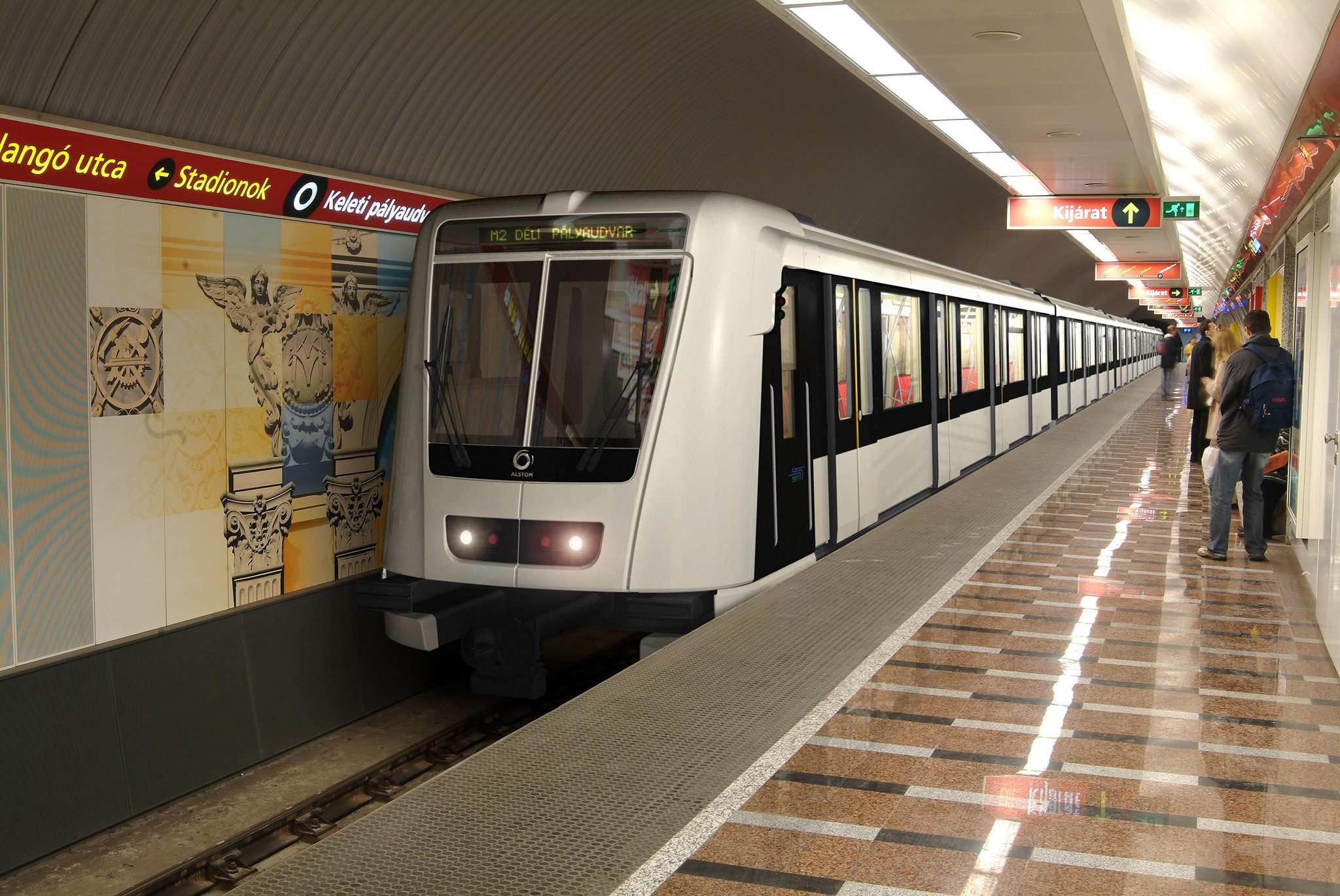
導入された最新のAlstom AM5-M2型車両

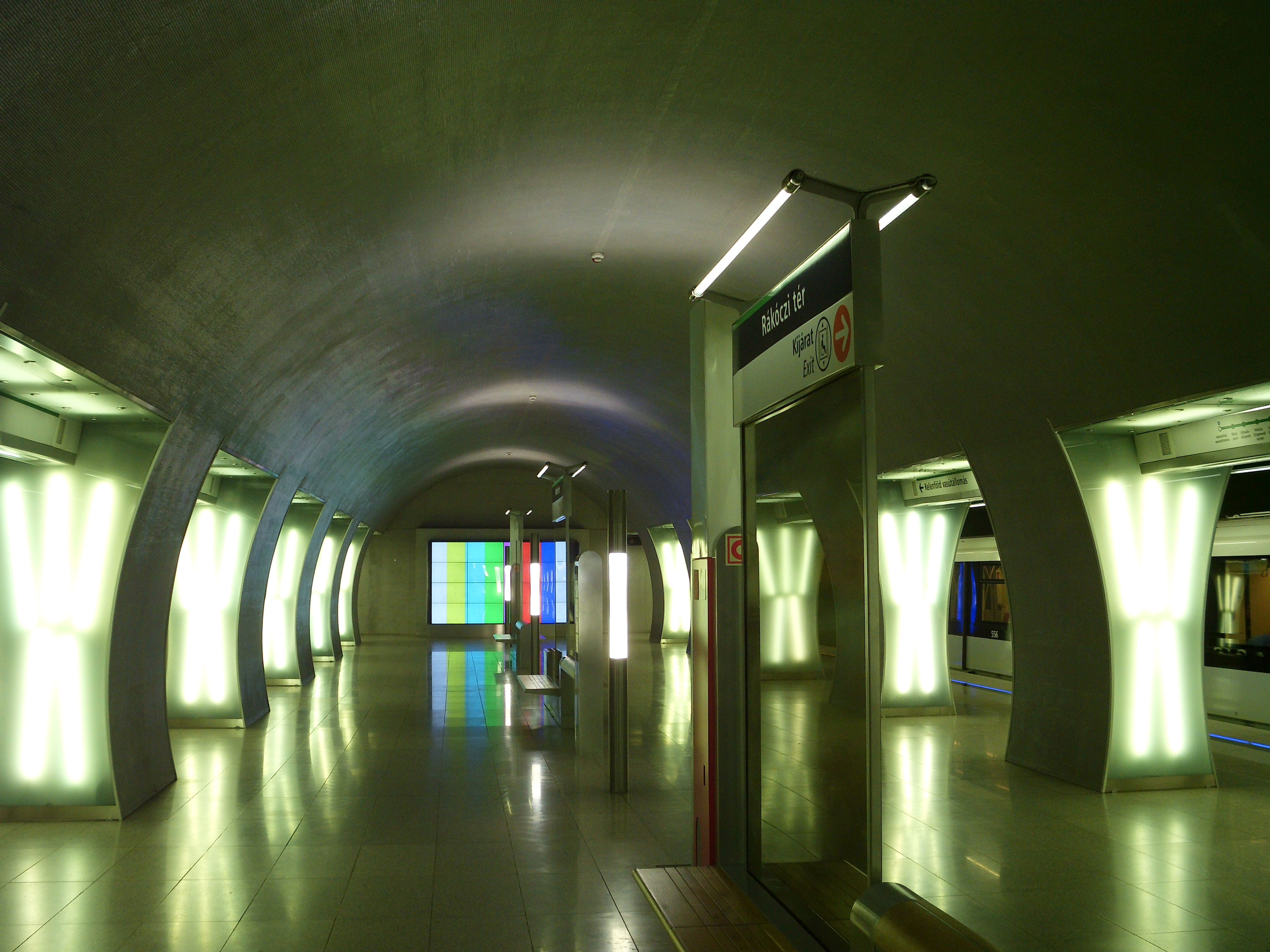
Rakoczi ter駅

市内の交通を容易にする目的で建設が計画された1号線は、アンドラーシ通りの路面上への建設に反対されたため、1870年に国民議会により地下鉄建設計画が受け入れられた。その後、1894年にドイツのシーメンス・ウント・ハルスケ社により建設が開始され、最新の機械と2000人の労働者により、2年足らずで完成した。この部分は、完全に表面から開削式工法により建設された。ハンガリー人カルパチア盆地征服定住千年祭に合わせて1896年5月2日に完成した。路線はアンドラーシ通りに沿って、ヴルシュマルティ広場からヴァーロシュリゲットへ南西から北東方向に走る。終点は動物園であったが、現在は移転している。当初の駅は11駅あり、そのうち9駅が地下、2駅が地上にあった。路線の延長は 3.7 km であった。列車は2分ごとに走り、1日当たりの輸送能力は35,000人であった（現在は平日で103,000人）。
その後、1895年には南北方向および東西方向の2つの地下鉄路線が計画された。現在の2路線の最初の計画は1942年にたてられ、議会によって1950年に建設のための法令が制定された。
2号線は、当初東駅と南駅を結ぶために計画された。1955年開業の予定であったが、財政および政治上の理由から、1954年から1963年まで工事が凍結された。最終的には、1970年4月4日（共産党の休日）に7つの駅が開業した。この路線は東西方向に走り、現在までドナウ川を渡りブダ地区まで到達する唯一の路線である。1号線とはデアーク・フェレンツ広場駅で接続し、その後3号線も同じ駅で接続することになった。
1号線は、1970年から1973年にかけて、所有車両の置き換えを含む完全な更新を受けた。その際、従来の左側通行から他の路線と同様の右側通行に切り替えられた。1973年に2つの路線は延長され（1号線が1駅、2号線は4駅）、現在の路線延長（1号線が 4.4 km、2号線が 10.3 km）に達した。1973年には、ブダペスト交通会社 (BKV) が維持を引き継ぎ、現在も地下鉄を走らせている。1976年に、3号線の最初の区間が開業したときに、ラインカラーが導入され、1号線が黄色、2号線が赤、3号線が青に決められた。（さらに、ブダペスト周辺の郊外鉄道に緑色が使われた）
3号線の最初の法令は1963年に制定され、1970年に建設開始、1976年に最初の6駅区間が開業した。その後、1980年に南方の5駅区間、1981年・1984年・1990年にかけて北方の9駅区間が開業し、ブダペストで最長となる現在の20駅・17 km が完成した。3号線は南北方向（正確には北北東から南東方向）を結ぶ。
1980年代から90年代にかけて、1号線は大幅な改修がされた。11駅中8駅が元のままで、3駅が再建された。駅は、千年祭の時代が思い出されるような床、ベンチ、木の窓、照明が施された。各駅が写真と情報により小さな博物館のようになっている。デアーク広場の地下通路に古い資料が見られる地下鉄博物館がある。
2002年には、既に世界遺産になっていた「ブダペスト、ドナウ河岸とブダ城」を拡大登録する形で、「アンドラーシ通りとその地下」（Andrássy Avenue and the Underground, 世界遺産ID400-002）の一部として世界遺産に登録された。登録は、この物件が人類の技術的進歩の優れた例証として評価されたことによる。これにより、この世界遺産を産業遺産に分類する専門家もいる。
2006年より、南西（ブダ地区）と北東（ペシュト地区）を結ぶ4号線が着工されるも、予算不足から工事が大幅に遅延した。2014年3月14日には最初の部分であるケレンフェルド駅と東駅を結ぶ 7.5 km、10駅の区間が開通した。車両はアルストム製となる。

## 路線
| 色 | 路線名 | 開業年 | 区間                                                          | 距離    | 駅数 | 路線図 |
| -- | ------ | ------ | ------------------------------------------------------------- | ------- | ---- | ------ |
|    | 1号線  | 1896年 | ヴェレシュマルティ広場駅 - メキシコ通り駅                     | 4.4 km  | 11   |        |
|    | 2号線  | 1970年 | 南駅 - ウルシュ・ヴェゼール広場駅                             | 10.3 km | 11   |        |
|    | 3号線  | 1976年 | ウーイペシュト・クズポント駅 - ケーバーニャ・キシュペシュト駅 | 17.3 km | 20   |        |
|    | 4号線  | 2014年 | ケレンフェルド駅 - 東駅                                       | 7.4 km  | 10   |        |
|    | 5号線  | 計画中 |                                                               | -       | -    | -      |

## 計画中の路線

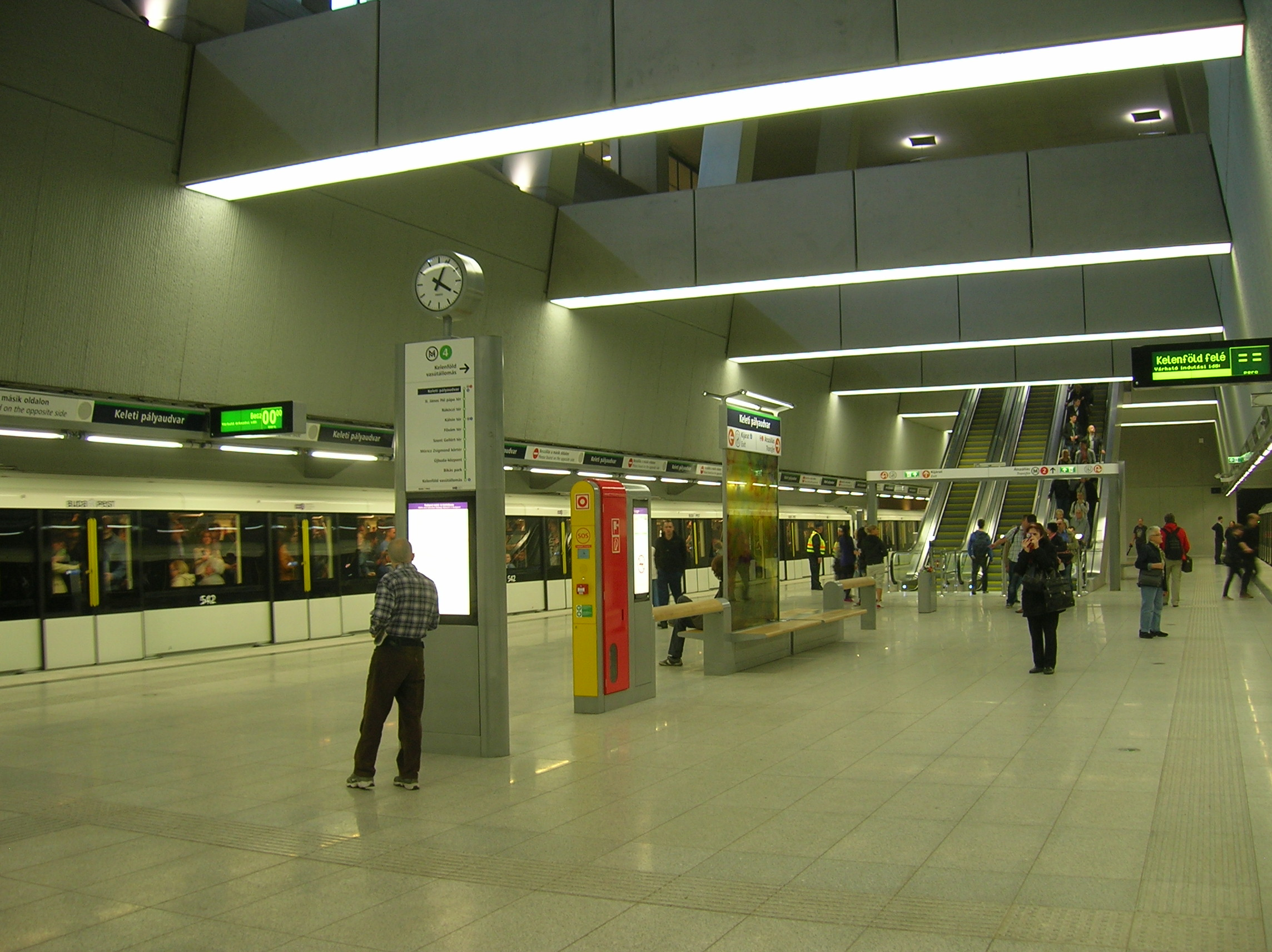
4号線の東駅

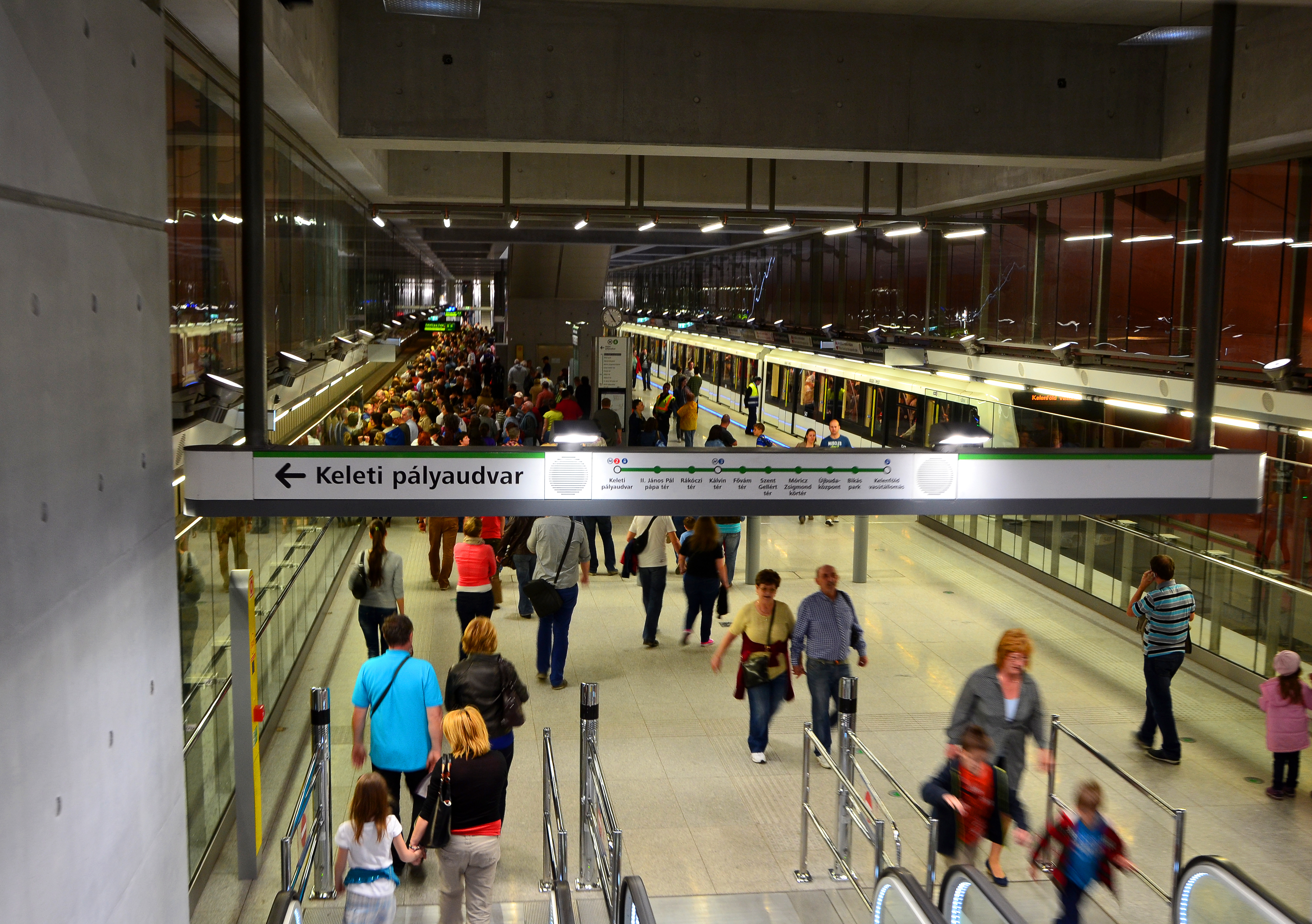
ケレンフェルド駅

### 4号線
将来的には、東駅から北東にBosnyák tér（ボシュニャーク広場）まで、ケレンフェルド駅から南西にMadárhegy（マダールヘジ）まで延長の計画があるが、現時点では実現可能性は高くない。

### 5号線
現在は接続されていないブダペスト郊外電車のセンテンドレ線とラーツケヴェ線・チェペル線を南北に結ぶ路線として計画されている。既存の地下鉄とは3号線レヘル広場駅、1号線オクトゴン駅、2号線アストリア駅、3号線及び4号線カルヴィン広場駅での接続が計画されている。
現時点では、構想段階である。

## 利用方法

### 一般情報
地下鉄各線は1号線・2号線・3号線が集中するデアーク広場駅で接続しているのに加えて、4号線と2号線とは東駅で、4号線と3号線とはカルヴィン広場駅で接続する。
乗車券は、エスカレータに乗る前に入口のオレンジ色の刻印機で打刻し、有効化する必要がある。その乗車券は地下鉄駅を出るまで持っていなければならない。刻印機で打刻すると、駅情報とともに日付と時間が券面に印刷される。乗車券は係員による検札がある。係員は駅のエスカレータ付近にいることが多いが、地下鉄のエリア内ではどこでも検札を受ける可能性がある。乗車券や定期券は係員の要求があれば提示する必要がある。係員は青い腕章と身分証明書をつけているが、実際に検札を始めるまで隠していることもある。検札は頻繁にあり、有効な乗車券を所持していない場合は、外国人でも罰金の対象となる。
乗車する方向を確認するためには、終点の駅名を知っている必要がある。それは駅と一般にはエスカレータに掲示されている。駅名は両方向のトンネルの壁に書かれている。
2号線・3号線の駅は、最近改修された駅も含めてすべての駅がバリアフリー化されていない。4号線は、地上からはエレベータでアクセスできるが、車いすの人は道路を渡る地下道を利用することはできない。1号線（千年祭地下鉄）は、3駅のみがバリアフリーである。

### 乗車券とパスの種類
乗車券は、ニューススタンド、地下鉄駅、乗車券販売所、自動券売機、市内のHÉV駅で購入でき、地下鉄以外にも路面電車、トロリーバス、登山電車、バス、ブダペスト郊外電車HÉV（HÉVのブダペスト市内区間のみ）に乗車できる。
3駅までの区間乗車券　300フォリント
乗換えなし乗車券　　 350フォリント
乗換えあり乗車券　　 530フォリント
24時間乗車券　　　　1650フォリント
72時間乗車券　　　　4150フォリント
1週間乗車券　　　　 4950フォリント
1カ月定期券　　　　10500フォリント
3カ月定期券　　　　31500フォリント
5カ月定期券(学生用) 16200フォリント 
1年定期券　　　　 126000フォリント
（2013年1月1日現在）

### 運行時間および頻度
ブダペスト地下鉄は朝4:30から走り始め、最終電車は23:10にターミナルから出発する。ラッシュ時は平日の朝6時から8時と昼14時から17時までであり、2 - 3分ごとに運行される。早朝および夜間は10 - 15分間隔である。クリスマス・イヴ（12月24日）には通常15:00までしか運行されない。大晦日には営業時間が延長される。

## トリビア
- 2000年代前半の開発により、全ての地下鉄路線で携帯電話が使用できるようになった。
- 3号線では、（モスクワ、プラハのいくつかの地下鉄路線、ソフィアとワルシャワと同様に）今でも同じソビエトの車両が走っている。列車は2人で運転され、3号線を除いて、列車の速度と停止を制御する「プログラムカーペット」を持つ。これは、地下鉄の制御がほとんどドアの開閉から成ることを意味する。一方、4号線は完全に自動化され、運転手なしで運行される。
- 大部分の駅は地下にあり、エスカレータ（通常1駅あたり3 - 4台）で到達できる。しかし、1号線は、乗換駅以外には階段しか無い。他の2路線も16駅（2号線の3駅と3号線の13駅）にはエスカレータが無い。
- もっとも深い駅はセール・カールマーン広場駅である。
- 多くの駅にはコンコースがあるが、一部の駅は反対方向に向かうのに階段を使う必要がある。
- 攻撃や大災害の場合には、ブダペスト地下鉄は220,000人にシェルターを提供できる。それにはエアフィルタによる新鮮な空気、飲料水 (3 L)、洗浄水（1日1人あたり 27 L）を含む。
- 2号線と国会議事堂を結ぶ秘密の防空壕がある。これは、ハンガリーの共産主義独裁者であるラーコシ・マーチャーシュと共産党政府のために1950年代に造られた。空襲や核攻撃の場合には2,200人がここに避難し、地下鉄により南駅または東駅に逃げることができる。現在では使われずに閉鎖されている。
- Kontroll という映画が2003年にブダペスト地下鉄で作成され、カンヌ国際映画祭とアメリカで上映された。
- 映画アンダーワールドでもブダペスト地下鉄で撮影された場面がある。
- 最初のニューヨーク地下鉄の入口は、ブダペスト地下鉄にならって造られた。

## 統計
地下鉄4路線の総延長は 38.2 km であり、52の駅（3つの乗換駅を含む）がある。
2004年の統計ではブダペスト地下鉄の平日の利用者は約127万人である。2003年の利用者数は3億1500万人であり、1日あたり86万人となる。